# Сарыкулаков, Кожомурат
Кожомурат Сарыкулаков (кирг. Кожомурат Сарыкулаков; 1892, Узун-Кырская волость Пишпекского уезда (ныне — Кансткий район) — 1918, Пишпек) — киргизский советский общественный и государственный деятель, один из активных участников борьбы за новую власть в Киргизии.

## Биография
Родился в семье бедняка. Его заметили русские власти и отправили учиться в Верненскую гимназию, которую он окончил с серебряной медалью в 1911 году.
В 1911—1913 годах учился в Киеве, в университете Святого Владимира на медицинском факультете, а в 1914—1917 годах — на юридическом факультете Казанского университета. После падения царского режима в результате Февральской революции, вернулся в Киргизию и активно включился в политическую жизнь.
В мае 1917 года был создан союз «Букара» во главе с Кожомурат Сарыкулаковым. Цель союза: защита интересов бедноты, повышение сознательности населения, улучшение условий жизни. Союз объединял бедняков и середняков. 9 сентября был избран председателем союза, однако в декабре того же года первым вышел из этого союза и вступил в партию большевиков.

## Примечание
1. ↑  Зайнидин Курманов. Национальная интеллигенция 20-30 годов. — Бишкек, 2005. — С. 41. — 377 с. — ISBN 9789967229594.
2. ↑  НАЧАЛО. МОЙ ДЕД КУРМАН. www.pr.kg. Дата обращения: 2 ноября 2023. Архивировано 2 ноября 2023 года.
3. ↑  К 100-летию Февральской революции 1917 года в России. Крах династии Романовых. «Взгляд» – рекламно-информационный вестник. Дата обращения: 2 ноября 2023. Архивировано 2 ноября 2023 года.
4. ↑  Кожомурат Сарыкулаков (1892-1918) — tyup.net. tyup.net. Дата обращения: 2 ноября 2023. Архивировано 2 ноября 2023 года.